# Scotochrosta scannensis
Scotochrosta scannensis là một loài bướm đêm trong họ Noctuidae.